# Pedro Nolasco Pérez de Uriondo
Pedro Mariano Francisco de Paula Pérez de Uriondo y Menéndez (Santiago de Chile, 1 de febrero de 1787 - ibidem, 20 de marzo de 1832), conocido como Pedro Nolasco Pérez de Uriondo, fue un militar chileno que combatió contra los británicos en las invasiones inglesas y adhirió al nuevo orden resultante de la Revolución de mayo de 1810.

## Biografía
Fue bautizado el 1 de febrero de 1787, recibió las aguas de bautismo en la parroquia de Santa Ana. Como su hermano D. Francisco Pérez de Uriondo, presumiblemente al mismo tiempo que él, ingresó como cadete tiempo en el Regimiento de Infantería de Buenos Aires, como leal a la Corona de España combatió contra la invasión británica. Adhirió al nuevo orden resultante de la Revolución del 25 de mayo de 1810. El 31 de diciembre de 1811, en la iglesia matriz de Montevideo D. Pedro Nolasco había contraído matrimonio con Dña. María Juana Estanislada de Guesalaga y López, natural de aquella ciudad, hija legítima de Don Francisco Antonio Guesalaga Emasabel y de Doña Francisca Antonia López.
Durante varios años sirvió al Ejército de las Provincias Unidas del Río de la Plata, estuvo radicado en Buenos Aires.
Poco después volvió a establecerse en su ciudad nativa de Santiago de Chile. Luego de la creación de la República de Bolivia, estuvo en ese país y en la Argentina, provincia de Salta, pretendiendo hacerse reconocer judicialmente como sucesor del Mayorazgo anejo al Marquesado de Tojo en Tarija, intención que no tuvo éxito.
Su carrera militar, en la cual alcanzó el grado de sargento mayor de caballería concluyó con su retiro en 1818. En su unión nupcial con María Juana, tuvieron doce hijos: José María del Carmen Toribio (1812, casado con doña Carmen Mercado y Gallo), Manuel Pérez de Uriondo y Guesalaga (casado con doña Antonia Calderón), Pedro José Daniel (1815), Joaquina Jacinta (1817, casada con don Julián Riesco Droguett), María de la Concepción Andrea (1819), Francisco Antonio (1820), María del Carmen Petronila (1822), María del Rosario (1823), Inés del Carmen Antonia (1826), Francisco (1828), María Irene de la Concepción (1829) y José Joaquín Teodoro (1831), la mayoría de sus hijos serían nacidos en Chile.
Poco después volvió a establecerse en su ciudad nativa de Santiago, en Chile, fungió como viceintendente de la provincia de Santiago, posteriormente fue intendente de la provincia homónima, falleció siendo intendente el 20 de marzo de 1832.
Su esposa, Dña María Guesalaga, murió en Santiago y fue sepultada el 14 de mayo de 1851.
Manuel era nieto de los III marqueses de Yavi, Dr. Joaquín Pérez de Uriondo y Murguía y de Dña Antonia Prudencia Martiarena del Barranco y Fernández Campero, y sobrino del Cnel My. Juan José Feliciano Fernández Campero y Pérez de Uriondo Martiarena, conocido como el marqués de la Guerra Gaucha, hermano de Cnel. Francisco Pérez de Uriondo y del Tte. Cnel. Manuel Pérez de Uriondo.